# 亨利·沃尔特·贝兹

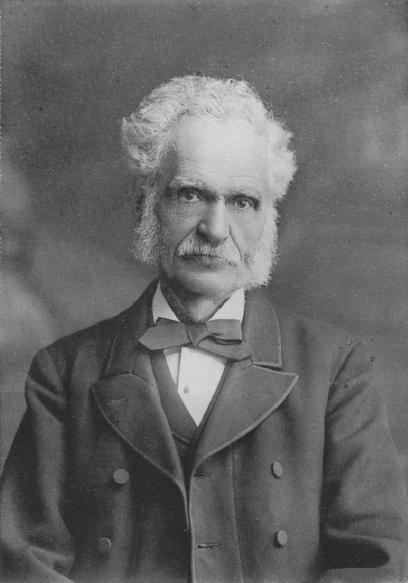
約翰·湯姆生為他攝影的肖像照。

亨利·沃爾特·貝茲 FRS FLS FGS（英語：Henry Walter Bates；1825年2月8日—1892年2月16日）是一位英國的博物學家和探險家，他以揭示動物擬態中自然選擇的運作而廣為人知。他長年專注於昆蟲學的研究，並在亞馬遜河的河谷地區長期進行有關研究。阿爾弗雷德·羅素·華萊士是他的主要合作對象之一。